# یادویگا خودنایتسکا
یادویگا خودنایتسکا (لهستانی: Jadwiga Chojnacka؛ ‏ ۱۱ اکتبر ۱۹۰۵ – ۲۳ دسامبر ۱۹۹۲) بازیگر اهل لهستان بود.
از فیلم‌ها یا برنامه‌های تلویزیونی که وی در آن نقش داشته‌است، می‌توان به سفری برای یک لبخند، کوپرنیک، مرحله پایانی و داستان گناه اشاره کرد.